# Helena Hedman Skoglund
Helena Hedman Skoglund, född 21 maj 1982 i Uppsala, är en svensk politiker (liberal). Hon är sedan 2018 kommunalråd i Uppsala kommun.

## Politisk karriär
År 2005 blev Helena Hedman Skoglund aktiv inom Folkpartiet, numera Liberalerna. Hedman Skoglund är i grunden gymnasielärare i samhällskunskap och svenska. Hedman Skoglund satt under mandatperioden 2014-2018 som ersättare i utbildningsnämnden. Hennes fokusområden inom politiken är funktionsnedsättning och utbildning. Innan hon tillträdde ämbetet som kommunalråd 2018 arbetade hon som politisk sekreterare i 3,5 år.